# Socialismo in un solo Paese
Il socialismo in un solo Paese è una teoria economico-politica avanzata e sviluppata da Iosif Stalin sulla base di uno scritto di Vladimir Lenin del 1915. La tesi del socialismo in un solo Paese fu presentata da Bucharin al XIII Congresso del Partito Comunista dell'Unione Sovietica del 1924 in contrapposizione a quella della rivoluzione permanente di Lev Trockij e partiva dal presupposto che le prospettive di una rivoluzione europea fossero fallite dopo la distruzione della Lega Spartachista da parte dei Freikorps del ministro della difesa tedesco Gustav Noske nel 1919; sottolineava la necessità impellente del consolidamento della «patria del socialismo» (l'Unione Sovietica) attraverso la normalizzazione dei rapporti con gli altri Paesi capitalisti e il convogliamento di tutte le risorse economiche dei partiti comunisti occidentali in questa impresa.

## Storia
La sconfitta di varie insurrezioni proletarie in nazioni quali Germania e Ungheria posero bruscamente fine alle speranze dei Bolscevichi di un'imminente Rivoluzione mondiale. Nella prima edizione del libro I fondamenti del Leninismo (1924), Iosif Stalin si atteneva ancora alla dottrina marxista ortodossa che afferma come una rivoluzione socialista in un solo Paese sia insufficiente ai fini della realizzazione del comunismo. Lenin morì nel gennaio 1924 ed entro la fine dell'anno, nella seconda edizione del libro, la posizione ideologica di Stalin cambiò in maniera diametralmente opposta affermando "il proletariato può e deve costruire la società socialista in un solo Paese". Nell'aprile 1925, Nikolaj Ivanovič Bucharin elaborò il concetto nel pamphlet Possiamo costruire il socialismo in un paese in assenza della vittoria del proletariato nell'Europa occidentale?, e l'Unione Sovietica adottò il socialismo in un solo paese come politica ufficiale di Stato dopo l'articolo di Stalin Sulle questioni del Leninismo del gennaio 1926. Il periodo 1925–1926 segnò un cambio di rotta nel comunismo internazionale dall'idea di una rivoluzione globale al concetto della difesa dello Stato sovietico, segnando il passaggio dal "comunismo di guerra" alla "nuova politica economica".
Nel suo articolo del 1915 Sulla parola d'ordine degli Stati Uniti d'Europa, Lenin aveva scritto: «L'ineguaglianza dello sviluppo economico e politico è una legge assoluta del capitalismo. Ne risulta che è possibile il trionfo del socialismo dapprima in alcuni paesi o anche in un solo paese capitalista, preso separatamente. Il proletariato vittorioso di questo paese, espropriati i capitalisti e organizzata nel proprio paese la produzione socialista, si porrebbe contro il resto del mondo capitalista, attirando a sé le classi oppresse degli altri paesi, infiammandole a insorgere contro i capitalisti, intervenendo, in caso di necessità, anche con la forza armata contro le classi sfruttatrici e i loro Stati».
Nel gennaio 1918, Lenin scrisse: «So che ci sono, naturalmente, saggi che pensano di essere molto intelligenti e si definiscono addirittura socialisti, i quali affermano che il potere non avrebbe dovuto essere preso prima che la rivoluzione fosse scoppiata in tutti i paesi. Non sospettano che parlando in questo modo stiano abbandonando la rivoluzione e andando dalla parte della borghesia. Attendere fino a quando le classi lavoratrici provochino una rivoluzione su scala internazionale significa che tutti dovrebbero rimanere fermi nelle loro aspettative. Questa è una sciocchezza».
Dopo la morte di Lenin, Stalin utilizzò queste citazioni e altre per legittimare il proprio punto di vista sul socialismo in un solo paese. Tuttavia egli non si rese conto che Lenin successivamente cambiò la sua posizione, ricongiungendosi alle teorie marxiste sull'Internazionalismo proletario, come ci mostra la citazione qui di seguito. Al VII Congresso del Partito nel marzo 1918, Lenin spiegò: «Considerando la questione dal punto di vista storico-mondiale, senza dubbio non ci sarebbe alcuna speranza della vittoria finale della nostra rivoluzione se dovesse rimanere isolata, se non vi fossero movimenti rivoluzionari in altri paesi. [...] Ripeto, la nostra salvezza da tutte queste difficoltà è una rivoluzione in tutta Europa. [...] In ogni caso, in tutte le circostanze immaginabili, se la rivoluzione tedesca non arriva, siamo condannati».
Grigorij Zinov'ev e Lev Trockij criticarono aspramente la teoria suddetta. In particolare, i trotskisti affermano che il concetto stesso di socialismo in un solo Paese è in netto contrasto con le basi stesse del pensiero marxista e leninista.

### Iosif Stalin
(Iosif Stalin)
(Iosif Stalin)

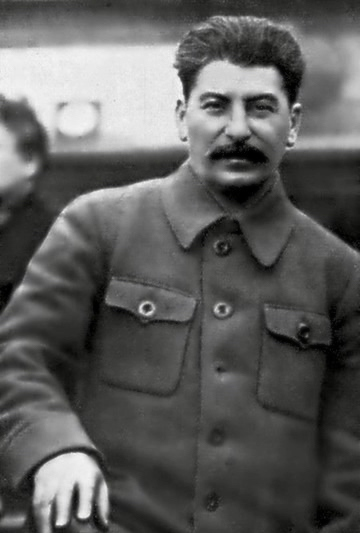
Stalin nei primi anni trenta

Stalin espose la teoria del socialismo in un solo Paese come ulteriore sviluppo del Leninismo basandosi su citazioni dello stesso Lenin. Nel suo articolo del 14 febbraio 1938 intitolato Risposta al compagno Ivanov, Stalin formulò il suo concetto sotto forma di una risposta a una lettera del "compagno Ivanov" pubblicata sul giornale Pravda, dividendo la questione in due punti. La prima parte della questione è in termini di relazioni sociali all'interno dell'Unione Sovietica, se sia possibile o meno costruire la società socialista sconfiggendo la borghesia locale e promuovendo l'unione di lavoratori e contadini. Stalin cita Lenin scrivendo "abbiamo tutto ciò che è necessario per la costruzione di una società socialista completa" e afferma che la società socialista è stata in gran parte già realizzata. La seconda parte della questione è in termini di relazioni esterne con gli altri Paesi e discute se la vittoria del socialismo sia "finale ed irreversibile", cioè se il capitalismo possa o meno essere restaurato in futuro. Qui, Stalin cita nuovamente Lenin scrivendo che la vittoria finale del comunismo "è possibile solo su scala internazionale e con l'aiuto dei lavoratori delle altre nazioni".
Lo scrittore marxista Isaac Deutscher fa risalire la nascita del concetto di Stalin di socialismo in un solo Paese alla pubblicazione del suo I fondamenti del Leninismo (1924) che enfatizzava la politica di isolazionismo e sviluppo economico in opposizione alla teoria della rivoluzione permanente di Trockij.
Gli oppositori di questa interpretazione stalinista, soprattutto Lev Trockij, sostengono la tesi che le citazioni di Lenin sul socialismo in un solo paese sono state prese fuori contesto. Essi affermano che la frase di Lenin nell'articolo Sulla parola d'ordine degli Stati Uniti d'Europa del 1915 che recita: "il trionfo del socialismo [...] è possibile in [...] un solo paese capitalista"; nel contesto corretto si riferisce solamente alla creazione iniziale di un regime politico ed economico proletario e non all'eventuale costruzione di una società socialista completa che richiederebbe generazioni.